# Rob Borbidge
Robert Edward Borbidge, né le 12 août 1954, est un homme politique australien qui a été le 35e Premier ministre du Queensland et le leader de la section du Queensland du Parti national. Son mandat de premier ministre a coïncidé avec la montée du parti de droite One Nation de Pauline Hanson, qui lui fera perdre la majorité en moins de deux ans.

## Sources